# Агире, гнев Божји
Агире, гнев Божји је епски историјски драмски филм из 1972. године, режисера, сценаристе и продуцента Вернера Херцога. Клаус Кински тумачи насловну улогу шпанског војника Лопеа де Агиреа, који предводи групу конкистадора низ реку Амазон у потрази за легендарним златним градом, Елдорадом. Пратећу музику компоновао је и извео бенд Popol Vuh. Филм је снимљен у међународној копродукцији између Западне Немачке и Мексика.
Користећи минималистички приступ причи и дијалогу, филм ствара атмосферу лудила, у супротности са бујном, али немилосрдном амазонском џунглом. Иако је филм лабаво заснован на ономе што је познато о историјској личности Агиреа, Херцог је годинама након објављивања филма признао да је његова прича дело фикције. Неки од ликова и ситуације су можда били инспирисани Гаспар де Карвахаловим извештајем о ранијој амазонској експедицији, иако Карвахал није учествовао у историјском путовању представљеном у филму.
Филм је био прва од пет сарадњи између Херцога и Кинског. Имали су различите ставове о томе како треба да се одигра улога и сукобљавали су се током снимања; Кинскијеви изливи беса терорисали су и екипу и мештане који су помагали у продукцији. Снимање је било на локацији и било је пуна потешкоћа. Снимано је у перуанској прашуми на реци Амазон током напорног периода од пет недеља, као и на притокама у региону Укајали. Глумци и филмска екипа пењали су се на планине, секли кроз прашуме како би пробили путеве до различитих локација у џунгли и пловили брзацима реке на сплавовима које су направиле локалне занатлије.
Филм је добио широко признање критике и брзо је стекао статус култног филма. У Сједињеним Државама 1977. године пуштен је опсежно артхаус биоскопско издање и остао је један од најпознатијих филмова Вернера Херцога. Неколико критичара прогласило је филм ремек-делом, а појавио се на листи „100 најбољих филмова свих времена” часописа Time.

## Радња
Крајем 1560. године, неколико десетина шпанских конкистадора и стотину поробљених домородаца путују из новоосвојеног Царства Инка у Андима у џунгле на истоку, у потрази за легендарном златним градом Елдорадом. Под командом Гонзала Пизара, људи, обучени у пола оклопа, вуку топове низ уске планинске стазе и кроз густу, блатњаву џунглу. У новогодишњој ноћи, када је дошао до краја својих залиха и не може да настави без више информација, Пизаро наређује групи од четрдесет људи да крену у извиђање испред њих сплавом низ реку.
Ако се не врате остатку дружине у року од недељу дана са вестима о ономе што је изван, сматраће се изгубљеним. Пизаро бира Педра де Урсуу за команданта експедиције, Лопеа де Агиреа за свог заменика, дебелог племића Фернанда де Гузмана за представника краљевске куће Шпаније, а мисионара Гаспара де Карвахала да пренесе реч Божју. У пратњи експедиције су, противно Пизаровим жељама, Урсуина љубавница Инес и Агиреова ћерка тинејџерка, Флорес.
Путујући кроз брзаке, један од четири сплава бива ухваћен у вртлог, а остали нису у могућности да га ослободе. Те ноћи пуцњава избија на заробљеном сплаву; ујутро су мушкарци на сплаву пронађени мртви, а тројица се воде као нестала. Урсуа жели да се лешеви врате у логор и прописно сахране. Знајући да би то успорило експедицију, Агире предлаже да Перучо испали топ како би очистио рђу са њега. Он пуца на сплав, уништава га и баца тела у реку.
Током ноћи, преостале сплавове односи набујала река. Истиче време за повратак извиђачке мисије, а Урсуа одлучује да се врати у Пизарову групу упркос опасности од непријатељских Индијанаца. Агире предводи побуну против Урсуе, говорећи људима да их чекају неизрецива богатства и подсећајући их да је Ернан Кортес освојио царство у Мексику непоштовањем наређења. Урсуа наређује да се Агире ухапси, али он и њему одан војник бивају стрељани. Агире именује Гузмана за новог вођу експедиције и побуни се против шпанске круне, проглашавајући Гузмана за цара Елдорада. Урсуа је осуђен на смрт, али Гузман изненади Агиреа дајући Урсуи помиловање.
Агире остаје истински вођа побуне, толико угњетавајући и застрашујући своје људе да мало ко протестује против његовог вођства. Само Инес има храбрости да проговори против њега. Знајући да су неки од војника и даље лојални Урсуи, Агире је једноставно игнорише.
Експедиција се наставља на једном, новоизграђеном, великом сплаву. Истраживачи заробљавају пар домородаца који су се мирно приближавали кануом, а када један од њих изрази збуњеност када му понуди Библију, Карвахал их убија због богохуљења. Гузман свечано једе мале залихе хране док остали људи гладују, а његов једини преостали коњ је избачен са сплава јер га је нервирао. Убрзо потом, Гузман је пронађен мртав у близини тоалета на сплаву. Након Гузманове смрти, Агире се проглашава за вођу. Урсуа је затим одведен на обалу и обешен у џунгли. Група напада аутохтоно село, где је неколико војника убијено копљима и стрелама. Избезумљена Инес одлази у џунглу и нестаје.
Поново на сплаву, група изгладнелих, грозничавих људи почиње да не верује свему што виде, чак и када на њих почну да падају стреле. Група са неверицом гледа у дрвени брод смештен на највишим гранама високог дрвета, за који Агире наређује да се сруши и обнови, али брат Карвахал одбија. У низу последњих напада невиђених нападача, преостали преживели, укључујући Агиреову ћерку, убијени су стрелама. Мајмуни преплављују сплав док Агире замишља како осваја целу Америку и започиње инцестуозну династију са својом покојном ћерком. Затим подиже једног мајмуна и пита: „Ко је још са мном?”

## Улоге
| Глумац            | Улога              |
| ----------------- | ------------------ |
| Клаус Кински      | Лопе де Агире      |
| Елена Рохо        | Инес де Атијенза   |
| Руј Гера          | Педро де Урсуа     |
| Дел Негро         | Гаспар де Карвахал |
| Петер Берлинг     | Фернандо де Гузман |
| Сесилија Ривера   | Флорес де Агире    |
| Данијел Адес      | Перучо             |
| Едвард Роланд     | Окељо              |
| Армандо Полана    | Армандо            |
| Алехандро Репуљес | Гонзало Пизаро     |
| Хусто Гонзалез    | Гонзалез           |